# Manuel III du Kongo
Manuel III Afonso du Kongo (né vers 1872 à Lunda mort en 1927), nommé également Manuel Martins Kiditu, est le dernier Manikongo (roi) du royaume du Kongo, il règne comme vassal de l'empire portugais de 1911 à 1914.

## Contexte
L’élection d'un nouveau roi après la mort de Pedro Mbemba en juin 1910 voit pour la première fois s'opposer les églises dans le royaume du Kongo. Début juillet l'administrateur portugais José dos Santos, invite deux partis à sa résidence afin de lui présenter leurs candidats au trône. Le groupe soutenu par les Baptistes veut désigner le petit-fils de Pierre VI du Kongo, Pedro Lelo écarté en 1896. L'autre faction Catholique considère que Pedro Lelo est absent depuis trop longtemps du pays et soutient Manuel Martins Kiditu de Madimba un parent éloigné de Pedro Mbemba. La conférence est une impasse car les conseillers royaux soutiennent que le candidat le plus légitime est le neveu du défunt Manuel Fernandes Komba âgé de 21 ans alors qu'un parti Protestant mené par Pedro Kalendera, l'oncle de Lelo, soutient son neveu !  Le résident portugais est par contre favorable  à Manuel Komba.

## Biographie
Manuel Martins Kiditu est né dans le village de Lunda. Sa mère bien qu'issue d'un milieu paysan aisé n'appartient pas à la famille royale. Il étudie dans une mission catholique dès son plus jeune âge et devient le protégé des prêtres. En 1893 le roi Alvare XIV du Kongo qu'il accompagne à Luanda se l'attache comme page. l'année suivante il épouse Maria Tombe de Tuku, une forteresse royale  en Madimba. Il exerce la profession d'interprète avant de rentrer à  Sao Salvador en 1909 travailler pour son propre compte. Considéré comme  « instruit dans les manières et les coutumes des hommes blancs ». 
Manuel Nkomba est écarté, sans jamais avoir été roi, et Manuel III Martins Kiditu est finalement accepté comme souverain. Le 1er juillet 1911 Manuel III après s’être engagé par serment à écouter ses conseillers il est investi comme roi à Sao Salvador. Pour gouverner il s'appui sur deux parents plus âges de son clan familiale de Madimba: Tulante Alvaro Buta de Lovo et Mfutila de Zamba.  L'année précédente le 5 octobre 1910 un coup d'État avait abolit la monarchie au Portugal et établit la   République portugaise.  Le Royaume du Kongo  de ce fait passait de la condition d’ État de  vassal à celle de  « sujet » du Portugal, un statut comparable à celui d’un protectorat. Le changement était lié à l’effort du gouvernement républicain pour déliter l’idée monarchique au Portugal.
En 1913, une révolte éclate à Sao Salvador. le roi est abandonné par son principal conseiller Tulante Alvaro qui rejoint les rebelles. La révolte est finalement réprimée en 1915 par les portugais qui abolissent la royauté et intègrent le territoire du royaume du Kongo dans leur colonie d' Afrique occidentale portugaise.  Manuel III perd également jusqu'à ses droits de « prétendant au trône  » car la famille royale reconnait Álvaro XV Afonso Nzinga comme souverain titulaire,  maintenu à  São Salvador, qui reçoit  une pension de l'État portugais et continue à  détenir un pouvoir culturel et représentatif dans l'ancienne capitale.  Manuel Martins le dernier roi vassal du Congo vassal meurt exilé 1927.

## Source
- (en) Jelmer Vos, Kongo in the Age of Empire 1860-1913, Madison, The University of Wiscontin Press, 2015 (ISBN 9780299306243), p. 101-108 The Election of Manuel Martins Kiditu